# Jatta
Jatta (arab. يطّه) – miasto w Autonomii Palestyńskiej; na Zachodnim Brzegu Jordanu; niedaleko Hebronu. Według danych szacunkowych na rok 2010 liczy 62 076 mieszkańców. Przemysł spożywczy, włókienniczy.